# Host Identity Protocol
HIP (ang. Host Identity Protocol) – protokół identyfikacji hosta. Jest to technologia identyfikacji hosta używana w sieciach protokołu IP, takich jak Internet. Internet ma dwie główne przestrzenie nazw, adresy IP i system nazw domenowych. HIP rozdziela końcowy punkt identyfikacji i lokalizatora roli adresów IP. To wprowadza identyfikację hosta przestrzeni nazw w oparciu o infrastrukturę publicznego klucza bezpieczeństwa.
Protokół identyfikacji zapewnia metody bezpieczeństwa dla wieloadresowości IP i komputerów przenośnych. W sieciach, które implementują protokół identyfikacji hosta, wszystkie wystąpienia adresów IP w aplikacji są eliminowane i zastąpione kryptograficznymi identyfikatorami hostami. Klucze kryptograficzne są zazwyczaj, ale nie zawsze, samo wygenerowane.
Efektem eliminowania adresów IP w warstwach transportowych i aplikacji jest oddzielenie warstwy transportowej od warstwy między sieciowej w TCP/IP.
HIP został wyszczególniony w grupie roboczej HIP IETF. Grupa badawcza Internet Research Task Force (IRTF) analizuje szersze wpływy HIP.
Grupa robocza jest wyczarterowana do produkcji próśb o komentarze (RFC) na eksperymentalnej ścieżce, lecz jest to zrozumiałe, że ich jakość i bezpieczeństwo właściwości musi odpowiadać wymaganiom ścieżki. Głównym celem produkowania eksperymentalnych dokumentów zamiast standardowych są nieznane skutki, które mechanizmy mogą mieć zastosowanie na aplikację i ogólnie w dużym stopniu na Internet.